# Fukang
Fukang (chiń. 阜康; pinyin Fùkāng Shì; ujg. فۇكاڭ, Fukang Xəⱨiri) – miasto w północno-zachodnich Chinach, w Sinciangu. W 2004 roku miasto zamieszkiwało ok. 160 tys. osób.